# Bota de Oro 2001-02

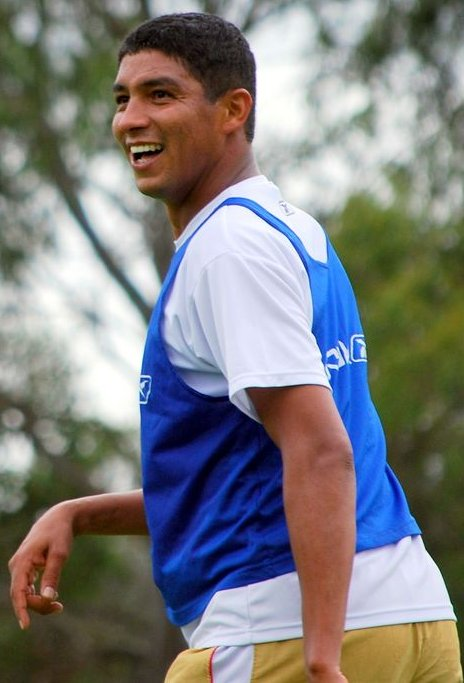
Mário Jardel ganador en 2001-02

La Bota de Oro 2001-02 fue un premio deportivo otorgado por la European Sports Media, asociación europea de publicaciones de fútbol quien se encarga de entregar el premio de acuerdo con un sistema de puntos ponderado.
El brasileño Mário Jardel, quien en ese entonces jugaba en la posición de delantero para el Sporting Club de Portugal, fue declarado el máximo goleador de las grandes ligas de Europa. Esta fue la segunda bota de oro que conquistó el brasileño; el primer trofeo lo había conseguido en la temporada 1998-99 cuando era jugador del Fútbol Club Oporto de la Primera División de Portugal. En aquel entonces el brasileño obtuvo 72 puntos, producto de los 36 goles anotados.
Para mediados de junio de 2021, el trofeo en físico de la bota le fue hurtado a Jardel en su residencia, en el municipio de Fortaleza. Hecho que fue noticia a nivel nacional e internacional por diversidad de medios. Sin embargo, pocos días después fue recuperado por las autoridades brasileñas. Finalmente, después de la recuperación, Jardel decidió donarlo al Sporting de Lisboa y reposa en el museo oficial del club.

## Criterio
Los criterios para la elección del ganador para la temporada 2001-02 se tomaron en base a un sistema de puntuación, teniendo como base los coeficientes UEFA. Para este caso, las primeras ligas mejor clasificadas obtenían dos puntos por gol anotado. Para el resto de ligas la puntuación fue inferior.
Para esta temporada, en Portugal, el gol anotado tenía una puntuación de 1,5, en Inglaterra e Italia el equivalente fue a 2 puntos y, en Gales, se otorgó un solo punto.

## Ganador
El brasileño y jugador de la selección de fútbol de Brasil, Mário Jardel, fue finalmente el vencedor de la temporada 2001-02, después de conseguir 42 goles en la Primera División de Portugal y terminar con 63 puntos. En una segunda posición terminaron tres futbolistas: el francés Thierry Henry quien jugaba para el Arsenal Football Club, el italiano Dario Hübner para el Piacenza Calcio 1919 y el también francés David Trezeguet para la Juventus de Turín, todos con 24 anotaciones y un puntaje de 48. Más relegado terminó el galés Marc Lloyd-Williams con 47 anotaciones alcanzadas en la Cymru Premier.
La bota de Oro conseguida por el brasileño le acreditaba como máximo goleador de las ligas europeas de fútbol. Para Jardel, esta fue su segunda bota de Oro en su trayectoria como futbolista profesional.

### Ranking final
| Posición | Futbolista          | Club               | Campeonato              | Goles | Puntaje |
| -------- | ------------------- | ------------------ | ----------------------- | ----- | ------- |
| 1        | Mário Jardel        | Sporting de Lisboa | Liga de Portugal        | 42    | 63      |
| 2        | Thierry Henry       | Arsenal FC         | Premier League          | 24    | 48      |
| 2        | Dario Hübner        | Piacenza Calcio    | Serie A                 | 24    | 48      |
| 2        | David Trezeguet     | Juventus FC        | Serie A                 | 24    | 48      |
| 3        | Marc Lloyd-Williams | Bangor City FC     | Premier League de Gales | 47    | 47      |